# Petra Eggenschwiler
Petra Eggenschwiler (Laupersdorf, 4 de enero de 1988) es una deportista suiza que compite en duatlón. Ganó una medalla de oro en el Campeonato Mundial de Duatlón de Larga Distancia de 2018, y una medalla de oro en el Campeonato Europeo de Duatlón de Media Distancia de 2019.

## Palmarés internacional
| Campeonato Mundial | Campeonato Mundial | Campeonato Mundial | Campeonato Mundial |
| Año                | Lugar              | Medalla            | Prueba             |
| ------------------ | ------------------ | ------------------ | ------------------ |
| 2018               | Zofingen ( Suiza)  | Medalla de oro     | Individual         |

| Campeonato Europeo | Campeonato Europeo  | Campeonato Europeo | Campeonato Europeo |
| Año                | Lugar               | Medalla            | Prueba             |
| ------------------ | ------------------- | ------------------ | ------------------ |
| 2019               | Viborg ( Dinamarca) | Medalla de oro     | Individual         |